# Oxytate multa
Oxytate multa es una especie de araña cangrejo del género Oxytate, familia Thomisidae. Fue descrita científicamente por Tang & Li en 2010.

## Distribución
Esta especie se encuentra en China.

## Tratamiento taxonómico
La especie aparece registrada y publicada en Crab spiders from Hainan Island, China (Araneae, Thomisidae). Zootaxa 2369: 1–68.